# Varkari
Die Varkari/ Warkari Bewegung (Marathi: वारकरी; Aussprache: mr; Bedeutung: "Derjenige, der den Wari' ausführt") ist eine der tiefgreifendsten und einflussreichsten Andachtsbewegungen in Maharashtra, Indien, deren Wurzeln auf die Bhakti-Bewegung zurückgehen, die sich auf dem gesamten indischen Subkontinent ausbreitete. Sie ist eng mit der Verehrung von Lord Vithoba (oder Vitthala), einer Form von Lord Krishna, verbunden, dessen Haupttempel in der heiligen Stadt Pandharpur steht. Varkari bedeutet in der Sprache Marathi "Pilger" oder "Anhänger", und der Begriff steht für die gläubigen Anhänger, die die heilige Pilgerfahrt nach Pandharpur unternehmen und sich mit Praktiken tiefer Hingabe beschäftigen.
Die Varkari Bewegung geht über die bloße Religionsausübung hinaus – sie ist eine kulturelle Bewegung, die Kastenunterschiede ablehnt, die Harmonie in der Gemeinschaft fördert und die innere Spiritualität über äußere Rituale stellt. Die Varkari-Tradition hat die kulturelle und religiöse Landschaft von Maharashtra geprägt und inspiriert auch heute noch Millionen von Menschen.

## Die Ursprünge der Varkari-Tradition
Die Varkari-Bewegung entstand als Teil der größeren Bhakti-Bewegung, die zwischen dem 12. und 17. Jahrhundert in ganz Indien blühte. Die Bhakti-Bewegung versuchte, religiöse Praktiken über Kasten-, Klassen- und geografische Grenzen hinweg den Massen zugänglich zu machen. Während die Bewegung ihren Ursprung in Südindien hatte, verbreitete sie sich im ganzen Land, auch in Maharashtra, wo sich die Varkari-Tradition entwickelte.
Die Wurzeln der Varkari-Tradition liegen in der Pandharpur-Pilgerreise, einem jahrhundertealten Brauch, bei dem man zum Tempel von Lord Vithoba in Pandharpur reist. Was die Varkari-Tradition jedoch einzigartig macht, ist ihr Fokus auf ergebenes Singen (kirtan), Bhakti und die spirituelle Gleichheit aller Menschen, unabhängig von ihrem sozialen Status oder Hintergrund.

## Lord Vithoba
Das Herzstück der Varkari-Tradition ist die Verehrung von "Lord Vithoba", einer Form von Lord Krishna. Vithoba wird oft als junger Gott mit dunklem Teint dargestellt, der mit einem einfachen dhoti bekleidet ist und auf einem Ziegelstein steht, der unter anderem seine Verbindung zur Erde symbolisiert. Die Gottheit wird besonders in Maharashtra verehrt, und sein Tempel in "Pandharpur" ist eine der wichtigsten Pilgerstätten der Varkaris.
Es wird angenommen, dass Vithoba den Anhängern in Form einer bescheidenen, nahbaren Gottheit erschienen ist, die die Gebete und Gesänge seiner Anhänger erhört. Sein Tempel in Pandharpur am Ufer des Bhima-Flusses gilt als heilige Stätte, die jährlich Millionen von Anhängern anzieht. Der Tempel, der auch als Pandharpur Vithoba-Tempel bekannt ist, ist zu einem Zentrum der Varkari-Tradition geworden.

## Bhakti und die Rolle der Musik
Die Varkari-Tradition legt einen großen Wert auf ergebenes Singen und Musik. Hier kommt der Gebrauch von abhangas (hingebungsvolle Hymnen) und kirtans (Gruppengesang) ins Spiel. Es wird angenommen, dass diese Formen des hingebungsvollen Ausdrucks den Gläubigen näher an Lord Vithoba heranführen.

## Abhangas
Abhangas sind hingebungsvolle Hymnen, die von Heiligen zum Lobpreis von Vithoba geschrieben wurden. Diese Hymnen sind typischerweise in Marathi verfasst und werden von den Anhängern bei Pilgerfahrten, Versammlungen und religiösen Festen gesungen. Die Texte drücken oft die Liebe und Sehnsucht des Anhängers nach dem Göttlichen aus, und die Melodien helfen, eine tiefe spirituelle Verbindung mit dem Gott herzustellen.
Zu den berühmtesten Komponisten von abhangas gehören Sant Tukaram, Sant Dnyaneshwar und Sant Namdev, die einen großen Beitrag zur Bhakti-Literatur in Maharashtra geleistet haben. Ihre Hymnen werden auch heute noch häufig von Varkaris gesungen.

## Kirtans
Kirtans sind hingebungsvolle Gesänge oder Gruppengesänge, die ein wesentlicher Bestandteil der Varkari-Tradition sind. Dabei wird der Name der Gottheit wiederholt gesungen, begleitet von Musikinstrumenten wie der tabla, dem dholak und dem Harmonium. Kirtans werden oft in der Gemeinde organisiert, wo die Menschen zusammenkommen, um zu singen, zu tanzen und sich im Namen von Lord Vithoba zu freuen.
Die Kombination von abhangas und kirtans ermöglicht es den Varkaris, ihre Hingabe und Liebe zu Vithoba auf eine Weise auszudrücken, die über die Notwendigkeit komplexer Rituale hinausgeht. Die Einfachheit und emotionale Tiefe dieser Praktiken sind der Schlüssel zur Popularität der Varkari-Tradition.

## Die prominenten Heiligen der Varkari-Tradition
Die Varkari-Tradition wurde durch die Beiträge mehrerer Heiliger geprägt und bereichert, die Pioniere der Bhakti-Bewegung in Maharashtra waren. Diese Heiligen werden nicht nur für ihre spirituelle Weisheit verehrt, sondern auch für ihre Fähigkeit, etablierte soziale Normen in Frage zu stellen und für eine integrativere spirituelle Praxis einzutreten.

### Sant Dnyaneshwar
Sant Dnyaneshwar ist vielleicht der einflussreichste Heilige in der Varkari-Tradition. Er war gleichzeitig Philosoph, Dichter und Gelehrter, der vor allem für sein Werk "Dnyaneshwari" bekannt ist, einen Kommentar zur "Bhagavad Gita" in der einheimischen Sprache Marathi. Zuvor wurden spirituelle Texte in Sanskrit verfasst und waren daher ausschließlich den Brahmanen – der Priesterkaste zugänglich. Sein Werk machte den heiligen Text für das einfache Volk zugänglicher und trug zur Verbreitung der Bhakti-Philosophie in ganz Maharashtra bei.
Dnyaneshwars Lehren konzentrierten sich auf spirituelles Wissen (Jnana) und betonten die Bedeutung von Hingabe und innerer Reinheit gegenüber äußeren Ritualen. Seine Kompositionen, darunter Abhangas und Ovis (kurze Verse), sind zu einem zentralen Bestandteil der Varkari-Praxis geworden.

### Sant Tukaram (1608–1649)
Sant Tukaram ist eine weitere herausragende Figur in der Varkari-Tradition. Der Bauer Tukaram ist berühmt für seine Abhangas und Hymnen, die er Lord Vithoba widmet. Seine Poesie war einfach, aber tiefgründig und vermittelte eine tiefe emotionale Verbindung zum Göttlichen. Er betonte die Bedeutung der Hingabe an Gott als Mittel, um den Materialismus zu überwinden und inneren Frieden zu finden.
Tukarams Leben war von persönlichen Entbehrungen geprägt, doch seine unerschütterliche Hingabe an Vithoba machte ihn zu einem der beliebtesten Heiligen in Maharashtra. Seine Abhangas werden weiterhin von Warkaris bei religiösen Zeremonien und Pilgerfahrten gesungen.

### Sant Namdev (1270–1350)
Sant Namdev war ein heiliger Dichter, der aus dem Punjab stammte, aber eng mit der Varkari-Tradition verbunden ist. Seine Hymnen an Vithoba, die als Namdevs abhangas bekannt sind, sind ein wesentlicher Bestandteil der Varkari-Verehrung. Namdevs Hymnen drücken eine tiefe Hingabe an Gott aus und betonen die Notwendigkeit einer persönlichen Beziehung zum Göttlichen.
Namdevs Einfluss auf die Varkari-Tradition breitete sich auch auf den Sikh-Glauben aus, wo seine Hymnen in das "Guru Granth Sahib", die heilige Schrift des Sikhismus, aufgenommen wurden.

### Sant Janabai
Janabai ist eine bedeutende Figur innerhalb der Varkari-Tradition, die eine wichtige spirituelle und kulturelle Bewegung in Maharashtra, Indien, repräsentiert. Sie war eine Dichterin und Heilige des 13. Jahrhunderts, die für ihre tiefgründigen und emotionalen Abhandlungen bekannt ist. Janabai drückte in ihren Gedichten oft die Sehnsucht nach Gott und die Bedeutung von Hingabe und Demut aus.
Als Frau in einer von Männern dominierten Tradition war sie eine Pionierin, die durch ihre Werke die Stimme der Frauen stärkte und soziale Themen ansprach. Ihre Lieder und Gedichte sind nicht nur religiös, sondern auch sozialkritisch und reflektieren die Herausforderungen und das Leben der einfachen Menschen. Janabai bleibt ein inspirierendes Beispiel für die Kraft der Spiritualität und der Kunst, um gesellschaftliche Veränderungen herbeizuführen.

## Die Varkari-Pilgerreise: Die Pandharpur Wari
Die "Pandharpur Wari" oder auch "Pandharpur Yatra" ist das wichtigste Ereignis für die Varkari-Gemeinschaft. Jedes Jahr pilgern Millionen von Anhängern zum Vithoba-Tempel in Pandharpur, vor allem während "Ashadhi Ekadashi" und "Kartik Ekadashi" – den beiden verheißungsvollsten Tagen im Varkari-Kalender.
Die Pilgerfahrt nach Pandharpur ist eine sehr anspruchsvolle Reise, die mehrere Tage dauern kann. Die Varkaris gehen dabei hunderte von Kilometern barfuß voller Hingabe, Demut und freudigem Gesang. Sie gehen oft in großen Gruppen und singen abhangas und kirtans auf dem Weg. Die Pandharpur Wari ist nicht nur eine physische Reise, sondern auch eine spirituelle und emotionale Erfahrung, bei der die Gläubigen ihre materiellen Sorgen ablegen und sich ganz auf ihre Hingabe an Gott konzentrieren. Die Einheit, die Freude und die Spiritualität, die man während dieser Pilgerreise erlebt, sind ein Zeugnis für die Stärke und Tiefe der Varkari-Tradition.

## Soziale und kulturelle Auswirkungen der Varkari-Tradition
Die Varkari-Tradition hat einen tiefgreifenden Einfluss auf die Maharaschtrische Kultur und Gesellschaft gehabt. Einige der wichtigsten Aspekte dieses Einflusses sind die folgenden:

### Religiöse Inklusivität
Einer der wichtigsten Aspekte der Varkari-Tradition ist ihre Inklusivität. Die Varkari-Bewegung lehnt Kastenunterschiede ab und betont die Gleichheit aller Menschen. Die Verehrung von Lord Vithoba, der im Mittelpunkt der Tradition steht, steht allen Menschen offen, unabhängig von ihrer Kaste, ihrem Glauben oder ihrem sozialen Status.

### Förderung der Gleichheit
Die Varkari-Tradition setzt sich durch ihre Heiligen und Lehren für die spirituelle Gleichheit aller Menschen ein. Der Fokus liegt nicht auf äußeren Ritualen, sondern auf der inneren Hingabe des Herzens. Dies hat wesentlich dazu beigetragen, den Einfluss der Kastendiskriminierung zu verringern und die soziale Harmonie zu fördern.

### Kulturelle Integration
Die Varkari-Tradition hat zum reichen kulturellen Erbe von Maharashtra beigetragen. Die Lieder, Tänze, Rituale und Feste, die mit der Varkari-Bewegung verbunden sind, sind Teil des kulturellen Erbes des Bundesstaates. Die abhangas, kirtans und die jährliche Pilgerfahrt nach Pandharpur sind Ausdruck dieser tiefen kulturellen Integration.

## Schlussfolgerung
Die Varkari-Tradition ist nicht nur eine religiöse Praxis, sondern eine tiefgreifende soziale und kulturelle Bewegung, die weiterhin Millionen von Menschen inspiriert. Ihr Schwerpunkt auf Hingabe, Gleichheit und Spiritualität macht sie zu einer der beständigsten und wirkungsvollsten Traditionen in Maharashtra und Indien. Die Lehren von Heiligen wie Dnyaneshwar, Tukaram und Namdev leiten ihre Anhänger weiterhin auf dem Weg der Rechtschaffenheit und Hingabe.
Die Pandharpur Yatra mit ihrer einzigartigen Kombination aus körperlicher Ausdauer, emotionaler Hingabe und gemeinschaftlicher Beteiligung bleibt ein starkes Symbol der Varkari-Tradition. Selbst im modernen Zeitalter gedeiht die Varkari-Bewegung über Generationen hinweg und inspiriert unzählige Menschen, durch Hingabe, Musik und Demut eine tiefere Verbindung mit dem Göttlichen zu suchen.

## Weiterführende Lektüre
1. "Sant Tukaram: The Devotional Life of a Saint" von S. K. Samarth
2. "Dnyaneshwari: A Commentary on the Bhagavad Gita" von Sant Dnyaneshwar
3. "Die Bhakti-Bewegung in Maharashtra" von S. R. Chavan
4. "Pandharpur and the Warkari Pilgrimage " – Artikel und Zeitschriften des Indian Council of Historical Research (ICHR)
5. "The Warkari movement: A Study of Spiritual Pilgrimages and Kirtan Practices" im Journal of Religious Studies, 2016